# Списак епизода серије Морнарички специјалци

Морнарички специјалци је америчка војна и драмска телевизијска серија чији је аутор Бенџамин Кавел за CBS. Продуцира је CBS Studios, са Кавелом као шоуранером. Главне улоге глуме: Дејвид Боријаназ, Макс Тириот, Џесика Паре, Нил Браун Млађи, А. Џ. Бакли, Тони Тракс и Џад Лорманд. Премијерно је приказана 27. септембра 2017. године.
Од 23. јануара 2022. приказано је 94 епизоде у укупно пет сезона.

## Преглед серије
| Сезона | Сезона | Епизоде | Епизоде | Оригинално емитовање | Оригинално емитовање | Оригинално емитовање |
| Сезона | Сезона | Епизоде | Епизоде | Премијера            | Финале               | Мрежа                |
| ------ | ------ | ------- | ------- | -------------------- | -------------------- | -------------------- |
|        | 1.     | 22      | 22      | 27. септембар 2017.  | 16. мај 2018.        |                      |
|        | 2.     | 22      | 22      | 3. октобар 2018.     | 22. мај 2019.        |                      |
|        | 3.     | 20      | 20      | 2. октобар 2019.     | 6. мај 2020.         |                      |
|        | 4.     | 16      | 16      | 2. децембар 2020.    | 26. мај 2021.        |                      |
|        | 5.     | 14      | 14      | 10. октобар 2021.    | 23. јануар 2022.     | /                    |